# Гейлюсит

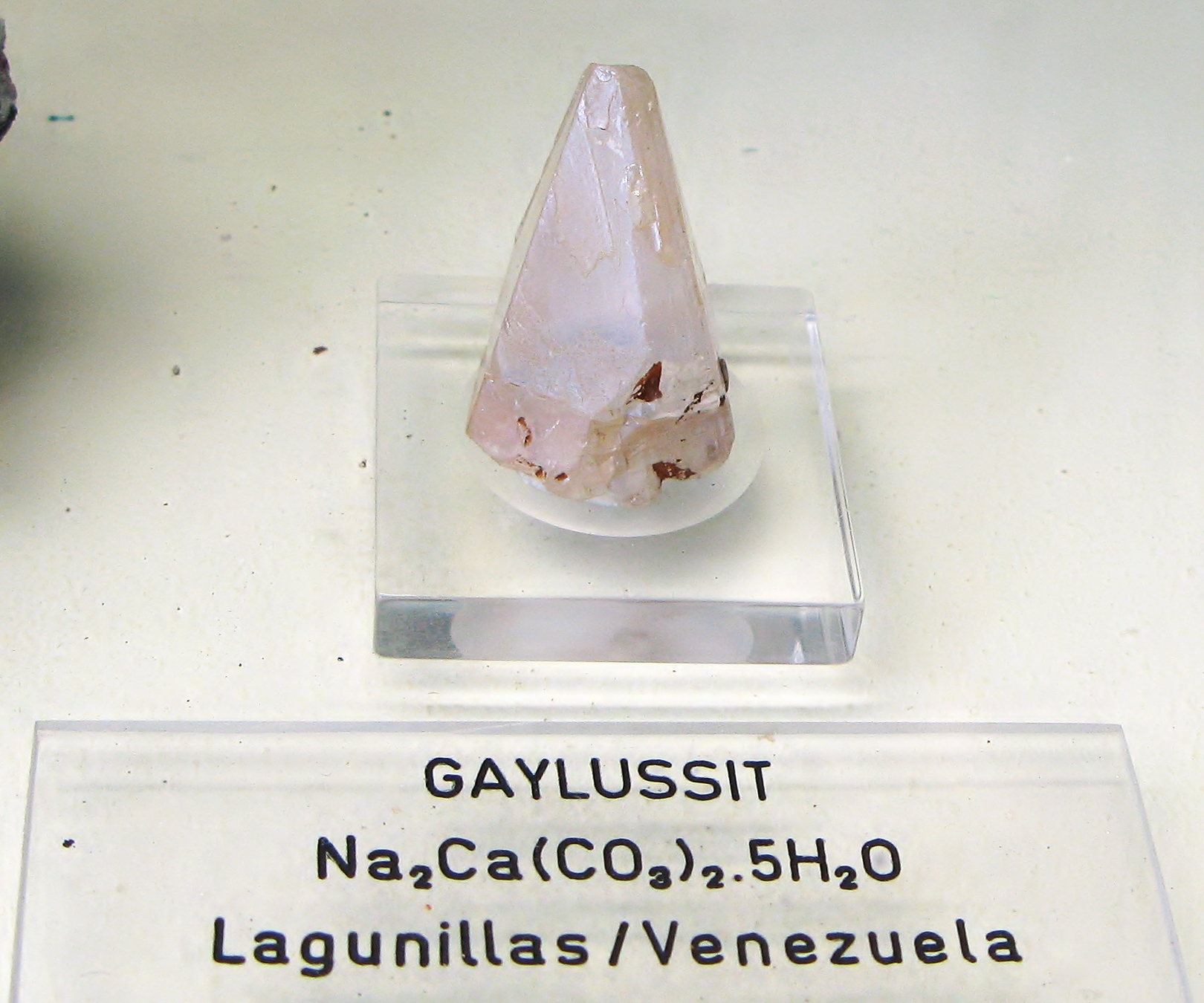

Гейлюсит — мінерал, водний карбонат натрію та кальцію острівної будови.

## Етимологія та історія
Уперше знайдений у 1826 році біля Мериди (Венесуела). Мінерал описаний французьким вченим Жаном Батістом Буссенго (1802—1887). Його назвали на честь іншого французького хіміка та фізика, який відкрив газові закони, — Жозефа Луї Гей-Люссака (1778—1850).

## Загальний опис
Хімічна формула: Na2Ca(CO3)25H2O.
Містить (%): Na2О — 20,93; CaO — 18,94; CO2 — 29,72; H2O — 30,41.
Сингонія моноклінна.
Кристали подовжені або сплющені, клиноподібні.
Твердість 2,5—3.
Густина 1,99.
Блиск скляний.
Колір білий, жовтуватий або сіруватий.
Зустрічається у відкладах содових озер.
Знайдений в озерних відкладах Венесуели, та у штаті Невада (США).